# Néstor Isella
Néstor Ítalo Julio Isella Ferlini (Rafaela, 6 de maio de 1937 - Santiago, 20 de novembro de 2015), foi um futebolista argentino que atuava como meia.
Ao lado de jogadores como Alberto Fouilloux, Isella teve as melhores temporadas de sua carreira na Universidad Católica, disputando as semifinais da Copa Libertadores da América em 1966 e 1969. Com 105 gols, o meia argentino, posteriormente nacionalizado chileno, é um dos cinco artilheiros históricos do clube chileno.
Em 4 de janeiro de 1967, Universidad Católica conquistou seu quarto título nacional ao derrotar o San Felipe por 4 a 2 como visitante. Um dos gols que deu o campeonato ao time “cruzado” foi marcado por Isella.
Anos depois da sua reforma, Isella continuou ligada ao futebol, trabalhando na área de formação da Universidad Católica. Ele também teve uma extensa carreira em comunicações. Justamente junto com seu ex-parceiro de campo, Alberto Fouillioux, apresentou por muitos anos o programa esportivo "Futgol" do Canal 13.

## Títulos

### Copas nacionais
| Título             | Equipe               | País  | Ano  |
| ------------------ | -------------------- | ----- | ---- |
| Campeonato Chileno | Universidad Católica | Chile | 1966 |